# Wiktor Wladimirowitsch Nowoschilow
Wiktor Wladimirowitsch Nowoschilow (russisch Виктор Владимирович Новожилов; * 5. Juni 1950 in Leningrad, heute Sankt Petersburg; † 1991) war ein sowjetischer Ringer. Er war Weltmeister und Europameister 1974 im freien Stil im Mittelgewicht.

## Werdegang
Wiktor Nowoschilow, ein Angehöriger der sowjetischen Sicherheitskräfte, war Mitglied von Dynamo Leningrad. Sein Trainer W. Kornilow formte ihn zu Beginn der 1970er Jahre zu einem der besten Freistilringer der Welt im Mittelgewicht. Bevor er 1974 zu seinen ersten Einsätzen bei internationalen Meisterschaften kam, bewährte er sich schon in einigen Turnieren und heimste dabei einige Siege ein. In jenen Jahren besiegte er z. B. die Spitzenringer aus der DDR Horst Stottmeister und Benno Paulitz und den Bulgaren Schukri Ljutwiew.
Bei der Europameisterschaft 1974 in Madrid trat er in bestechender Form an. Ihm gelangen dort sechs Siege, davon waren vier vorzeitig. Er besiegte u. a. Vasile Iorga aus Rumänien, Mehmet Uzun aus der Türkei und István Kovács aus Ungarn. Der Gewinn des Europameister-Titels war hochverdient. Genauso stark rang er auch bei der Weltmeisterschaft des gleichen Jahres in Istanbul. Hier reichten ihm fünf Siege zum Weltmeister-Titel.
1975 unterlag Wiktor bei den sowjetischen Meisterschaften gegen Wassil Sjulschyn und kam deswegen in diesem Jahr weder bei der Europa- und  noch bei der Weltmeisterschaft zum Einsatz. Im Olympiajahr 1976 konnte er sich auf nationaler Ebene wieder durchsetzen und vertrat die Sowjetunion zunächst bei der Europameisterschaft in Leningrad. Die Superform von 1974 hatte er aber nicht mehr, denn er verlor erst gegen den Bulgaren Ismail Abilow nach Punkten und gegen Adolf Seger aus der BRD sogar auf Schultern und belegte hinter diesen Ringern nur den 3. Platz. Trotzdem wurde Wiktor Nowoschilow auch bei den Olympischen Spielen in Montreal eingesetzt. Er konnte sich hier wenigstens insoweit rehabilitieren, dass er diesmal gegen Adolf Seger und Ismail Abilow nach Punkten gewann und nach einer Niederlage gegen John Peterson aus den USA die Silbermedaille gewann.
Ab 1977 konnte sich Viktor Nowoschilow in der Sowjetunion gegen Magomedchan Arazilow und Hassan Zangiew nicht mehr durchsetzen und kam deshalb zu keinen Einsätzen bei internationalen Meisterschaften mehr.

## Internationale Erfolge
(OS = Olympische Spiele, WM = Weltmeisterschaft, EM = Europameisterschaft, F = freier Stil, Mi = Mittelgewicht, damals bis 82 kg Körpergewicht)
- 1970, 1. Platz, Großer Preis von Tatabánya für Junioren, F, Mi, vor Markow, Bulgarien und Frantisek Kampik, Polen;
- 1971, 1. Platz, "Dan-Kolew"-Turnier in Jambol, F, Mi, vor Horst Stottmeister, DDR u. Schukri Ljutwiew, Bulgarien;
- 1973, 1. Platz, "Dynamo"-Spartakiade in Berlin (Ost), F, Mi, vor Benno Paulitz, DDR u. Potolek, Polen;
- 1974, 1. Platz, EM in Madrid, F, Mi, mit Siegen über Alexander Senn, BRD, Vasile Iorga, Rumänien, Keijo Manni, Finnland, Benno Paulitz, Mehmet Uzun, Türkei u. István Kovács, Ungarn;
- 1974, 1. Platz, WM in Istanbul, F, Mi, mit Siegen über Schukri Ljutwiew, Mehmet Uzun, István Kovács, Masaru Motegi, Japan u. Vasile Iorga;
- 1975, 2. Platz, World-Cup in Toledo/USA, F, Mi, hinter John Peterson, USA u. vor Tömöriin Artag, Mongolei u. Richard Deschatelets, Kanada;
- 1976, 3. Platz, EM in Leningrad, F, Mi, mit Siegen über István Kovács, Georgios Pahtas, Griechenland u. John Gurski, Polen u. Niederlagen gegen Ismail Abilow, Bulgarien u. Adolf Seger, BRD;
- 1976, Silbermedaille, OS in Montreal, F, Mi, mit Siegen über Vasile Iorga, Richard Deschatelets, Masaru Motegi, Ismail Abilow u. Adolf Seger u. einer Niederlage gegen John Peterson;
- 1977, 1. Platz, World-Cup in Toledo/USA, F, Mi, vor Wade Schalles, USA, Akira Ōta, Japan u. John Gnap, Kanada